# Harry Alan Towers
Harry Alan Towers,  född 19 oktober 1920 i London, död 31 juli 2009 i Toronto, Kanada, var en brittisk filmproducent och manusförfattare. Han var även verksam under pseudonymen Peter Welbeck.
Hans far var teateragent och som barn var Towers skådespelare. Han tjänstgjorde i Royal Air Force under andra världskriget och skrev mycket för radio. Efter kriget startade han, tillsammans med sin mor, ett radiobolag som producerade en rad radiopjäser med kända skådespelare som Michael Redgrave, Orson Welles och John Gielgud. Under 50-talet började han producera för TV och i början av 1960-talet även långfilmer. Bland annat producerade och skrev han filmer baserade på berättelser av författare som Sax Rohmer, Agatha Christie och Edgar Wallace. Under åren 1968-70 producerade han en rad filmer som regisserades av Jess Franco. 
Han var gift med skådespelerskan Maria Rohm som medverkat i många av hans filmer. Towers avled 2009 efter en kort tids sjukdom.

## Filmografi (urval)
Manus
- 1965 – FuManchu - skräckens mästare
- 1966 – Fu Manchus djävulska hämnd
- 1967 – Maffians överman
- 1967 – Månraketen
- 1968 – Blodtörst
- 1972 – Skriet från vildmarken
- 1974 – Tio små negerpojkar
- 1974 – Varghunden
- 1975 – Varghundens skri
- 1986 – Den vita hingsten
- 1989 – Så var det ingen kvar
- 1992 – Djungelns hemlighet I
- 1992 – Djungelns hemlighet II

Producerat
- 1965 – FuManchu - skräckens mästare
- 1966 – Fu Manchus djävulska hämnd
- 1967 – Maffians överman
- 1967 – Månraketen
- 1968 – Blodtörst
- 1970 – Nachts, wenn Dracula erwacht (okrediterad)
- 1970 – Dorian Gray
- 1972 – Skriet från vildmarken
- 1972 – Skattkammarön
- 1974 – Tio små negerpojkar
- 1986 – Den vita hingsten